# Dan John Miller

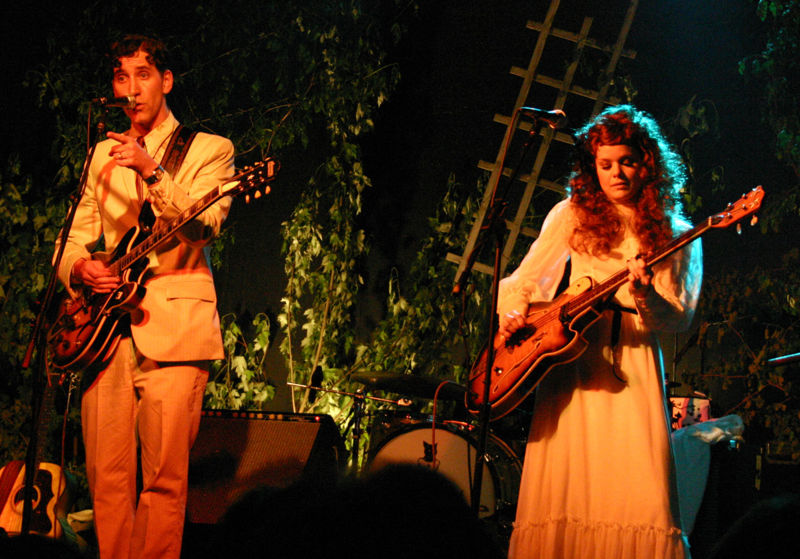
Miller mit seiner Ehefrau, 2005

Dan John Miller (* 20. Jahrhundert) ist ein US-amerikanischer Schauspieler und Musiker aus Detroit.
In den 1990er Jahren spielte er in der Band Goober and Peas als Goober. Danach folgte ein Kurzzeitprojekt mit seiner Frau und Jack White in der Band Two Star Tabernacle. Sein erstes Album If we can´t trust the doctors ... brachte er zusammen mit seiner Band Blanche heraus. Seit 1992 ist er mit Tracee Mae Miller verheiratet. 2007 folgte das zweite Album Little Amber Bottles. 2005 spielte er in dem Film Walk the Line den Gitarristen Luther Perkins.